# سوق النحاس

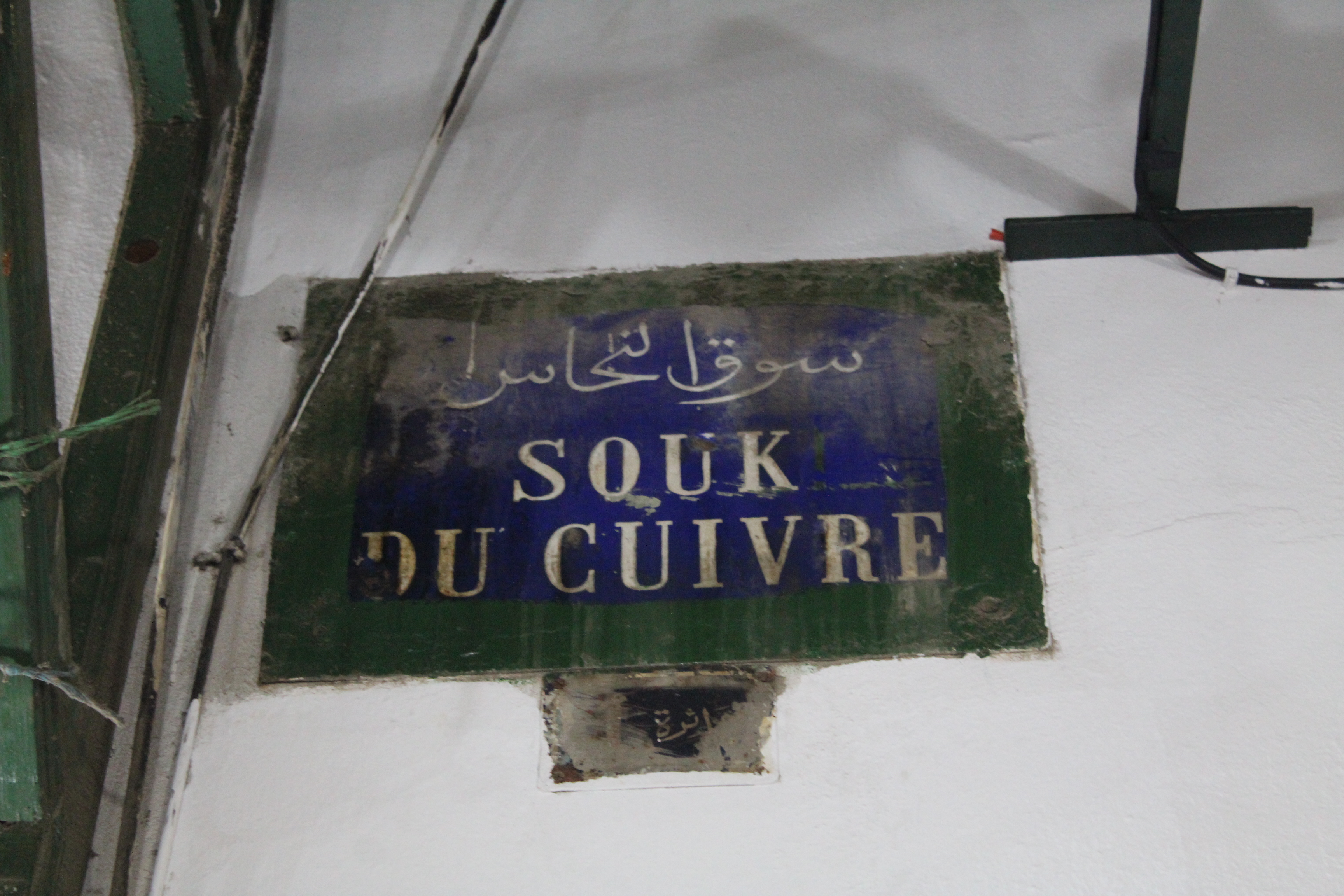
لوحة سوق النحاس الجدارية

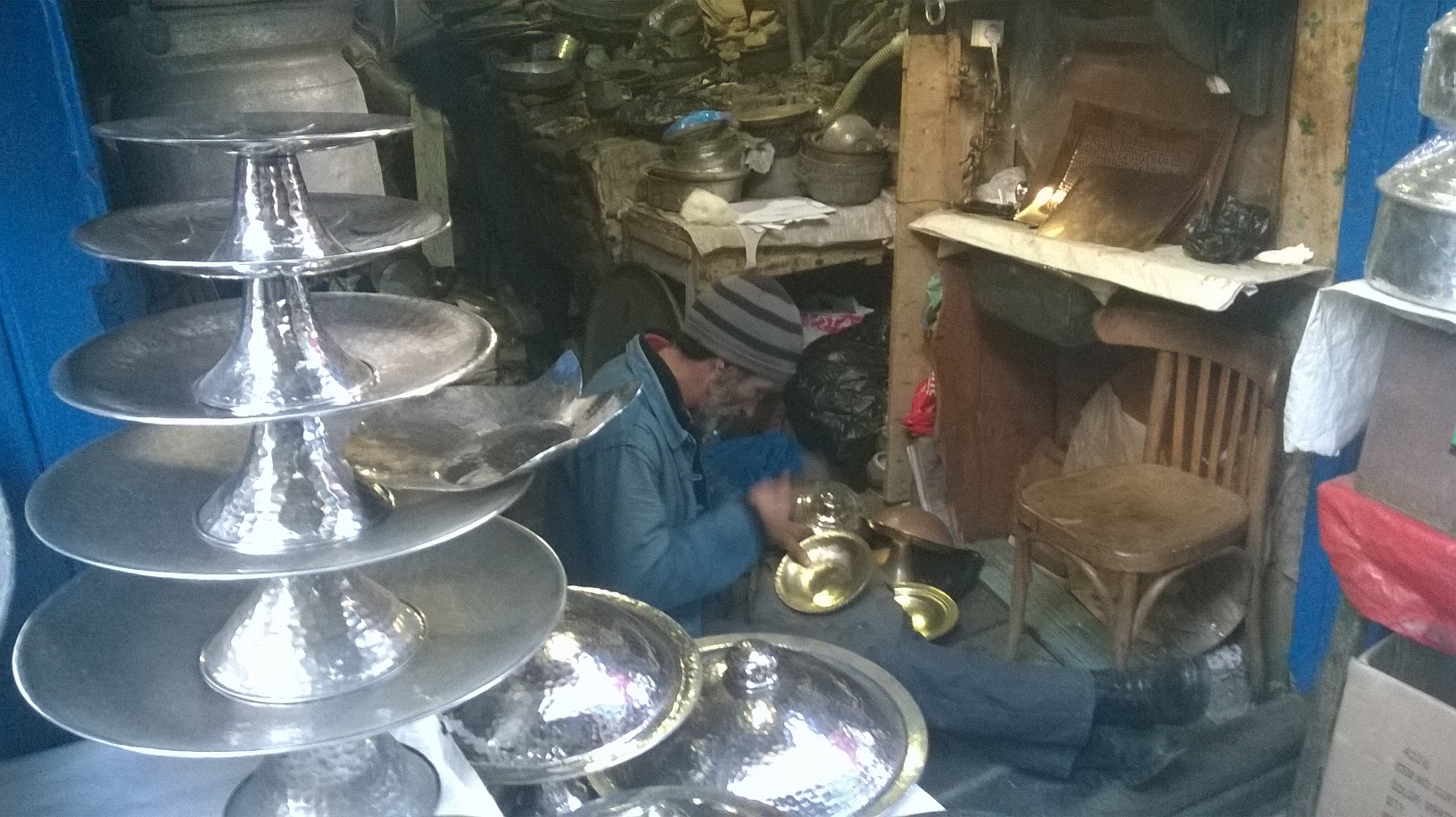
منتوجات من سوق النحاس

سوق النحاس هو أحد أسواق مدينة تونس. يختص هذا السوق في بيع الأواني النحاسية.

## الموقع
يقع هذا السوق بين سوق القرانة ونهج القصبة. و بالرغم من الضجيج الذي تسببه صناعة الأواني النحاسية، فإنه موجود بالقرب من مركز المدينة بسبب أهميته.

## خصائص
يحتوي هذا السوق على حوالي 50 محل. يشمل كل محل على قسمين:
- الجزء الخلفي أين تتم صناعة المنتجات. يوجد الفرن هناك والأرض ليست معبدة لتسهيل طرق النحاس.
- الجزء الامامي أين تقع عملية البيع.

## المنتوج
هناك نوعين من المنتجات:

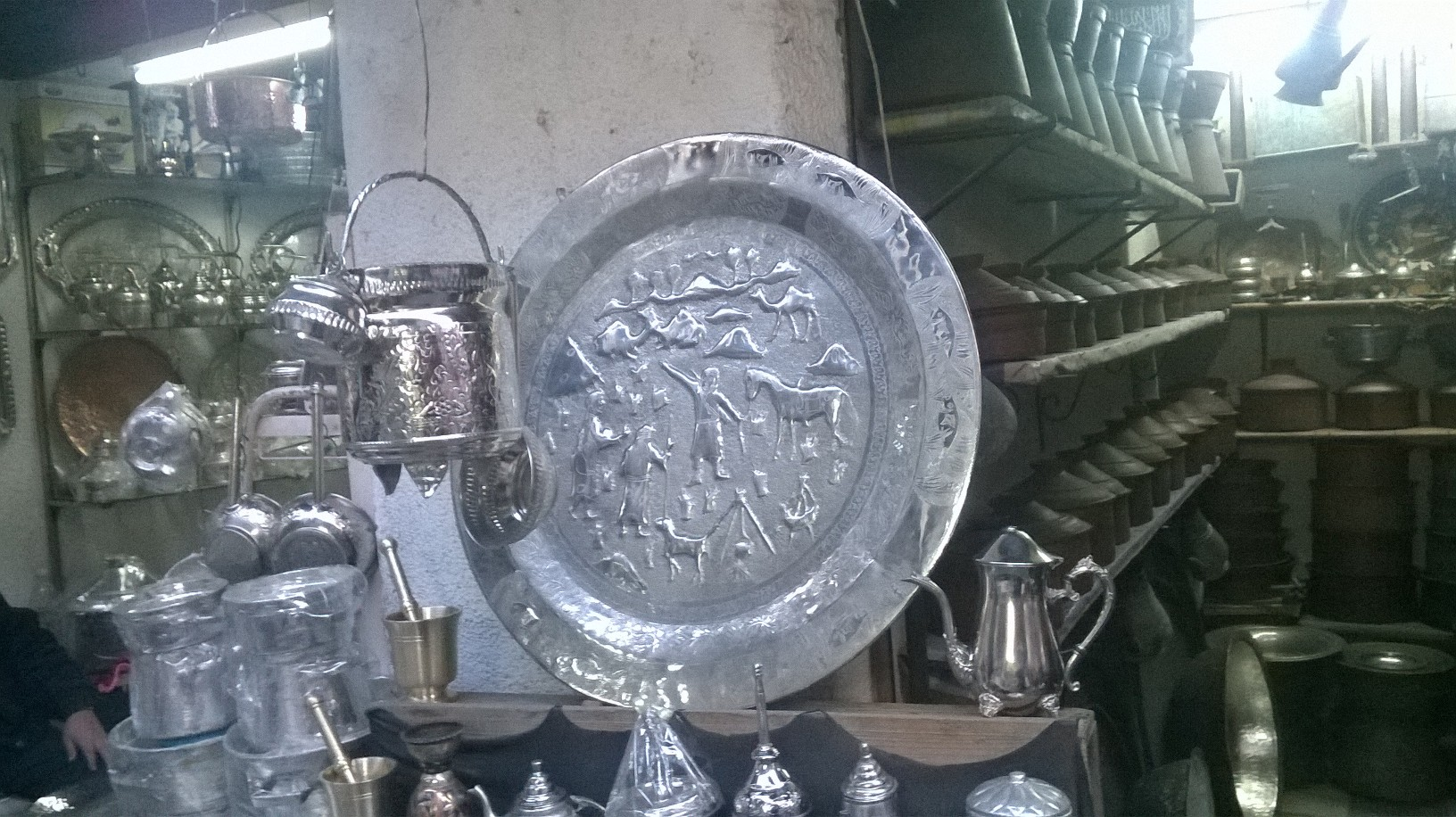
أحد الأواني النحاسية

- أواني المطبخ النحاسية الذين تتقلص صناعتهم شيئا فشيئا بسبب المنافسة من المنتجات المصنعة.
- منتجات الحرف اليدوية التي تهدف للاستهلاك السياحي.

يتم تشكيل لوحة من النحاس في الشكل المطلوب بعد عمليات مختلفة مثل طرق واللوي.